# Consortium pour la modélisation à petite échelle
Pour les articles homonymes, voir Cosmo.
Le Consortium pour la modélisation à petite échelle (anglais : Consortium for Small Scale Modeling), abrégé COSMO, est un organisme multi-national pour la recherche en modélisation à fine échelle pour la prévision numérique du temps. Il fut formé en octobre 1998 par plusieurs services météorologiques nationaux de la région alpine.

## Membres
Nationaux :
- Allemagne : Deutscher Wetterdienst (DWD)
- Suisse : MétéoSuisse
- Italie : Ufficio Generale per la Meteorologia
- Israël : Service météorologique d'Israël
- Grèce : Service météorologique national hellénique
- Pologne : Institut de météorologie et de contrôle des eaux
- Roumanie : Administration météorologique nationale
- Russie : Service fédéral russe d'hydrométéorologie et de surveillance environnementale

Régionaux ou militaires :
- Italie : 
  - ARPA-SIM Servizio Idro Meteo
  - ARPA-Piemonte Agenzia Regionale per la Protezione Ambientale-Piemonte.
  - SMCC	Centre euro-méditerranéen sur le changement climatique
- Allemagne: AWGeophys Amt for Wehrgeophysik.

## Champs d'action
Le consortium a pour but principal de développer, améliorer et entretenir un modèle non-hydrostatique à aire limitée de l'atmosphère pour usage opérationnel et de recherche en météorologie. Chaque membre produit sa simulation numérique sur une grille fine qui lui est propre à partir d'un modèle allemand global à plus grande échelle (le modèle GME). Le résultat est mis en commun pour donner une couverture de la majeure partie de l'Europe à fine échelle.